# Чаша (река)
Ча́ша (укр. Чаша) — река, расположенная в Конотопском районе Сумской области, Украина. Является левым притоком реки Сейм.

## Описание
Длина реки 31 км. Площадь водосборного бассейна — 207 км². Долина трапециевидная, достигающая ширины до 1,5 км. Русло умеренно извилистое, шириной 15-20 м, достигает глубины до 1,7 м. Пойма заболоченная.

## География
Река берёт своё начало юго-восточнее села Михайловка. Изначально течёт на запад, далее на северо-запад, ближе к устью преимущественно на северо-восток. Впадает в Сейм восточнее села Дичь.
На реке расположен город Бурынь, а также сёла Михайловка, Червоная Слобода и Дичь.